# ویلا ساوا
ویلا ساوا (به انگلیسی: Villa Savoye) واقع در پوآسی در حومه شهر پاریس، فرانسه ویلایی مدرن است که توسط معمار سوئیسی، لو کوربوزیه طراحی گردیده و بین سال‌های ۱۹۲۸ تا ۱۹۳۱ ساخته شده‌است. ویلا ساوا آخرین و بهترین ویلای سبک خالص‌گرایی (پیوریسم)، برای جلوه دادن اختراعاتی که لوکوربوزیه قبلاً در موضوعات متعدد آزموده و تصحیح کرده بود طراحی شد.
با کارفرمایی روشنفکر و متمول و یک زمین بدون محدودیت، تمامی شرایط برای خلق یک شاهکار آماده بود. این اولین فرصت لو کوربوزیه برای طراحی ویلایی آزاد و بی‌پیرایه در مقیاسی بزرگ بود که از تمامی وجوه دید داشت. چیدمان اصلی فرم‌ها و فضاها بسیار ساده است: یک مکعب کم ارتفاع و تقریباً مربعی شکل در پلان، که دارای پنجره‌های طولانی در چهار سمت خود بوده و توسط دو پیلوت از روی زمین بالا آمده‌است. اندازه این مکعب توسط دو عامل ثابت تعیین می‌شود: حداکثر شیب رمپ پیاده و حداقل شعاع گردش اتومبیل.

## ورودی
ورودی اصلی سایت در جنوب قرار دارد. سایت ویلا ساوا چمن زار وسیعیست که درختان بسیاری دور تا دور آن قرار دارد. راه دسترسی به بنا در ضلع شمالی قرار دارد، پیش‌بینی شده‌است که این مسیر با ماشین طی شود. لو کوربوزیه با این کار قصد داشته‌است تا مخاطب خود را دور ویلا بچرخاند و با این کار ویلا ساوا را در همان برخورد اول به ساکنان نشان می‌دهد.

## پنج نکته لوکوربوزیه
آنچه که لوکوربوزیه به عنوان پنج نکته در معماری جدید ذکر کرده بود، در این ویلا هم آمده که عبارت اند از: پیلوت، باغچه بام، پلان باز، نمای آزاد و پنجره‌های کشیده.

## سقف
دیوار پرده‌ای منحنی شکل که بر روی اتاق آفتاب گیر بالای سقف سایه می‌اندازد، دارای پنجره بدون شیشه می‌باشد و شکلی شبیه یک کشتی به ویلا می‌دهد. تنها چیزی است که از سوییت و اتاق خواب اصلی طبقه دوم در طرح اصلی باقی مانده‌است.

## اتاق‌ها
بدون احتساب پارکینگ و اتاق‌های خدمه واقع در طبقه همکف، فضاهای قابل استفاده شخصی، تنها شامل سالن، سه اتاق خواب، یک اتاق مخصوص خانم خانه، دو حمام و یک آشپزخانه است. تمامی این فضاها در یک تراز قرار دارند و اکثر فضاهای باقی‌مانده به تراس اختصاص داده شده‌است.

## شیب
شیب نکته کلیدی در این طرح است که از هال ورودی تماماً شیشه‌ای برخاسته و با طی کردن دو سطح، به طبقه اصلی ساختمان می‌رسد، جایی که رمپ به تراس می‌رسد و از آنجا دو طبقه دیگر تا رسیدن به اتاق آفتاب گیر طبقه بالا ادامه دارد. عنصر همراه این رمپ یک پلکان مارپیچ است، اگرچه عنصری زیباست فقط برای استفاده خدمه و به عنوان میانبر به کار می‌رود.